# Orgel von St. Cosmae et Damiani (Stade)

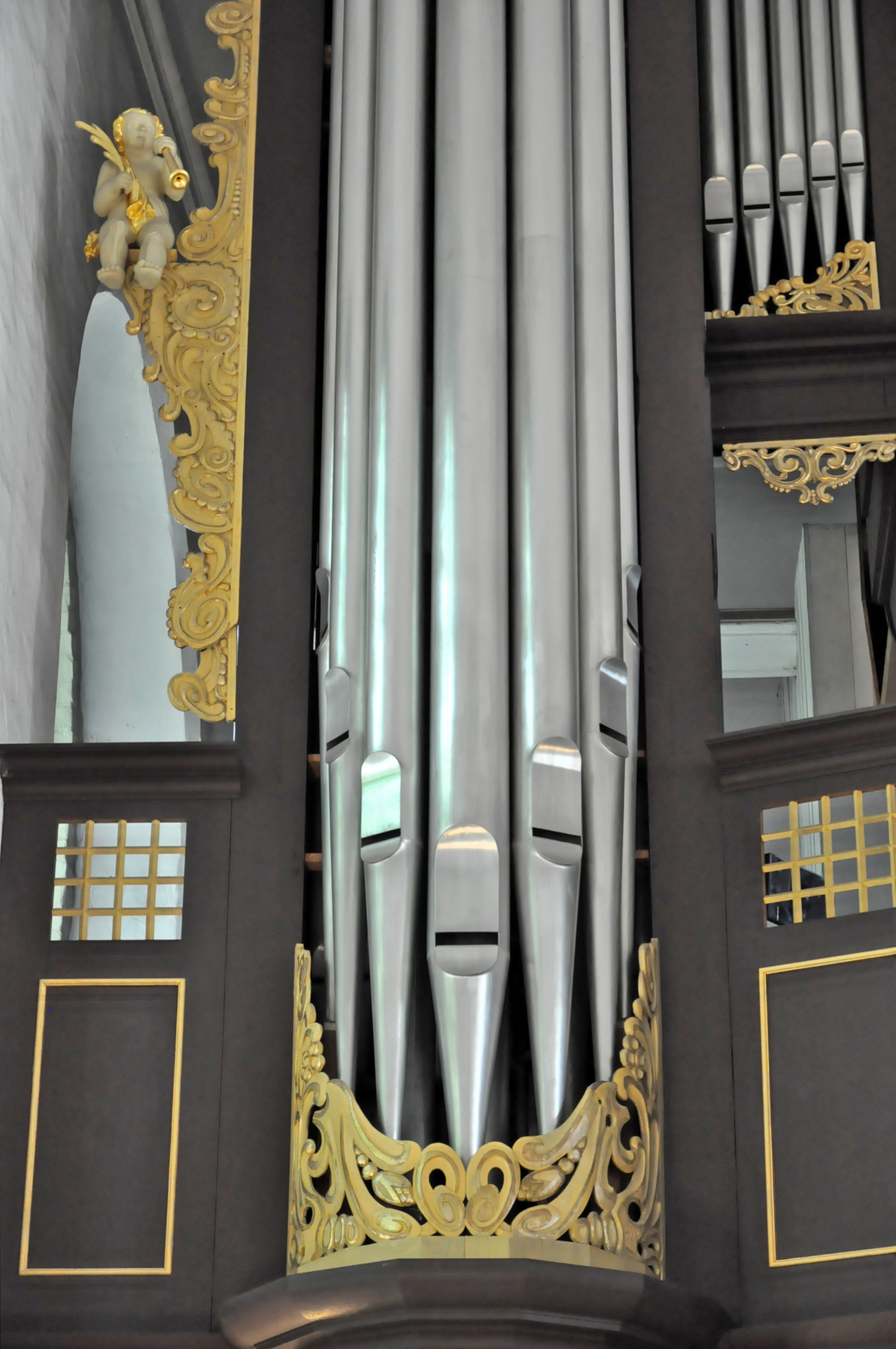
Linker Pedalturm

Die Orgel von St. Cosmae et Damiani in Stade wurde in den Jahren 1669 bis 1673 von Berendt Hus und seinem Gesellen und Neffen Arp Schnitger gebaut und gilt als eine der bedeutendsten Barockorgeln Norddeutschlands. Sie verfügt über 42 weitgehend original erhaltene Register auf drei Manualen und Pedal.

## Baugeschichte

### Vorgängerorgeln
Nachweislich ist in St. Cosmae et Damiani für das Jahr 1493 eine Orgel bezeugt. Nachdem Hans Scherer der Ältere zwar mit einem Neubau beauftragt wurde, diesen aber nicht durchführte, baute sein Geselle Antonius Wilde 1606–1607 eine neue Orgel und erweiterte dieses Instrument 1608 auf 28 Register. 1628 arbeitete Hans Scherer der Jüngere an dem Instrument und 1635 ein unbekannter Orgelbauer. Hans Riege aus Otterndorf führte 1656 einen Umbau durch. Mit der Kirche fiel diese Orgel dem großen Stadtbrand von 1659 zum Opfer.

### Neubau 1669–1688 durch Hus und Schnitger

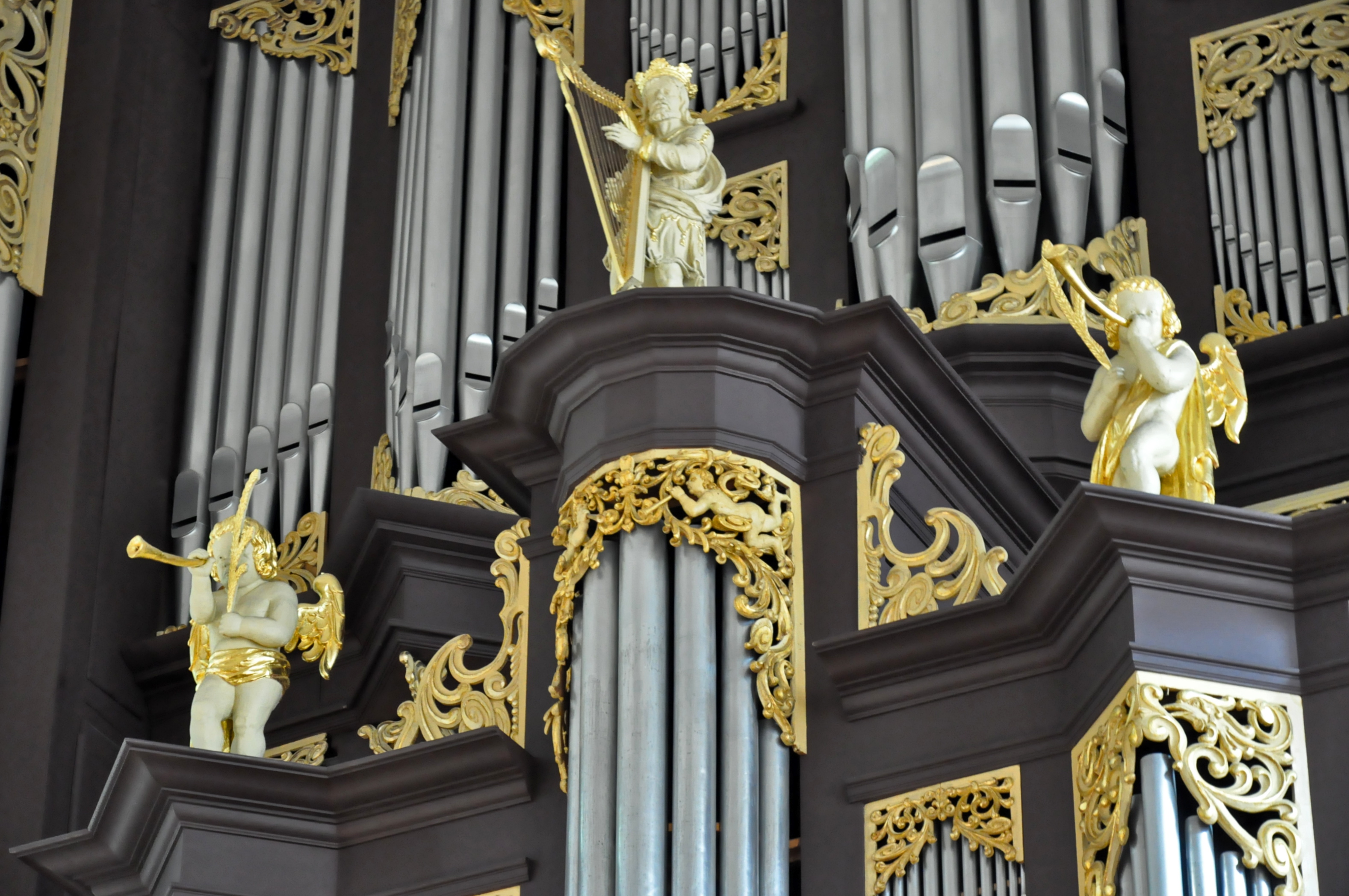
Rückpositiv mit bekrönenden Figuren

Nach dem Wiederaufbau der zerstörten Kirche wurde die Orgel von Hus unter Mitarbeit von Schnitger in Etappen gebaut: 1669 errichtete man das Hauptgehäuse mit dem Balghaus, 1670 erfolgten der Einbau der Spielanlage mit den Springladen und des Pfeifenwerks samt Intonation. Vermutlich waren die doppelten Springladen im Oberwerk (= Hauptwerk) Schnitgers Meisterstück. Die anderen Werke sind mit Schleifladen ausgestattet. 1670/1671 folgte das Rückpositiv, 1671 das Pedal und 1672/1673 das Brustpositiv. Für die einzelnen Bauabschnitte wurden vermutlich aus finanziellen Gründen aufgrund des Wiederaufbaus der Stadt einzelne Verträge geschlossen. 1673 wurde vermutlich Christian Flor aus Lüneburg zur Orgelabnahme eingeladen. Womöglich wurde der Neubau erst 1675 vollständig abgeschlossen. Vincent Lübeck, der 1674–1702 Organist an St. Cosmae war, erwirkte im Jahr 1688 für 400 Mark den Austausch einiger Register (Trommet 16′ und Cimbel III im Oberwerk sowie Krumphorn 8′ und Schalmey 4′ im Brustwerk) durch Schnitger.
Der Prospekt ist nach Art des Hamburger Prospekts aufgebaut. Das fünfteilige Rückpositiv ist die verkleinerte Form des Oberwerks. Auf den drei Türmen dieses Hauptgehäuses stehen drei Frauenskulpturen, welche die göttlichen Tugenden Glaube (Kreuz), Hoffnung (Anker) und Liebe (Säugling) symbolisieren. Auf dem Mittelturm des Rückpositivs steht der Harfe spielende König David, der von zwei Engeln flankiert wird. Als Vorbild für die bekrönenden Figuren diente offensichtlich die Stadtkirche Glückstadt, wo Hus 1661–1665 eine neue Orgel geschaffen hatte. Die beiden Manualgehäuse haben polygonale Mitteltürme, dem sich zweigeschossige Flachfelder anschließen, die zu den Spitztürmen überleiten. In den Obergeschossen der Flachfelder sind die Pfeifen stumm. Zwei weitere Flachfelder mit stummen Pfeifen verbinden das Hauptwerkgehäuse mit den polygonalen Pedaltürmen, die von einer Volutenkrone mit Kugel verziert wird. Von besonderer Klangqualität sind die Holzflöten im Brustwerk und die neun original erhaltenen Zungenregister. Die 16′-Basis der Orgel verleiht dem Klang Gravität und stellt einen Kontrast zu den brillanten Mixturen im Plenum dar.

### Spätere Arbeiten
Otto Diedrich Richborn (Hamburg) führte 1727–1728 eine Reparatur durch, ohne in die Disposition einzugreifen. 1781/1782 wurde die Empore umgebaut und nach vorne erweitert. In diesem Zuge geschah durch Georg Wilhelm Wilhelmy aus Stade ein Eingriff in die Disposition durch den Austausch zweier Register. Die Empore wurde vergrößert, damit „künftighin die Kirchen Musicken auf der Orgel gehalten werden können“. Die Pedaltürme wurden verkürzt und angehoben und durch Rundbögen, die mit der Jahreszahl 1782 bezeichnet sind, mit dem Manualgehäuse verbunden. Ende des 18. Jahrhunderts wurde ein Glockenspiel mit 45 Schalenglocken eingebaut, das vom Manual des Hauptwerks mittels einer Hammermechanik anspielbar ist. Weitere Veränderungen erfolgten 1837–1841 durch Johann Georg Wilhelm Wilhelmy, der die Pedalklaviatur tiefer in das Gehäuse verlegte, die Manualklaviaturen erneuerte, eine Koppel zwischen Hauptwerk und Rückpositiv einbaute und einzelne schadhafte Pfeifen ersetzte. Ein eingreifender Umbau erfolgte 1870 durch Johann Hinrich Röver, der die Disposition und Tonhöhe veränderte und das Rückpositiv auf einer Kegellade ohne Gehäuse hinter die Orgel setzte. Er erniedrigte die Stimmtonhöhe um einen Ganzton. Die Empore wurde 1910 nochmals vergrößert und vor die Orgel gezogen. 1917 mussten die Prospektpfeifen aus Zinn für Kriegszwecke abgeliefert werden; sie wurden 1919 durch Zinkpfeifen ersetzt. Dank Rövers Umsetzung des Rückpositivs ins Hauptgehäuse blieb der Principal 8′ verschont.

### Restaurierungen
Paul Ott stellte 1948 die Disposition Schnitgers wieder her und platzierte das Rückpositiv wieder vor das Hauptwerk, allerdings in einem neuen Gehäuse mitten auf der 1910 vergrößerten Empore. Durch die Erniedrigung des Winddrucks griff Ott zudem in die Klangsubstanz und Intonation ein. 1956 wurden die fehlenden Basstöne in den Manualwerken und im Pedalwerk mithilfe von Zusatzladen erweitert, was zu Folgeschäden führte.
Eine umfassende Restaurierung erfolgte 1972–1975 durch Jürgen Ahrend (Leer-Loga), der den ursprünglichen Zustand von 1788 einschließlich der Emporensituation wieder nach strengen denkmalpflegerischen Maßstäben herstellte und die später erneuerten Register rekonstruierte. Ahrend stellte die alten Klaviaturumfänge mit kurzer Oktav' und das Rückpositivgehäuse wieder her. Nach einer Kirchenrenovierung konnte Ahrend 1993–1994 die Orgel nachbearbeiten und das Hintergehäuse wiederherstellen, wodurch verschiedene weitere Verbesserungen erzielt wurden. D. Wellmer (Himbergen) stellte 2007 die alte Farbfassung aus dem Jahr 1727 wieder her.

#### Temperatur
Jürgen Ahrend legte 1975 eine modifiziert oder erweitert mitteltönige Temperatur, die Harald Vogel für diese Restaurierung entwickelte. Sie erzielt ohne Wolfsquinte eine große Reinheit des Orgelklangs in den Tonarten mit wenigen Vorzeichen, lässt aber auch das Spiel von mehr Tonarten zu, als es in einer strikten mitteltönigen Temperatur gemeinhin für akzeptabel angesehen wird. Diese Temperatur der Stader Cosmae-Orgel ist systematisch der modifiziert oder erweitert mitteltönigen Stimmung ähnlich, die 1985 als Norder Stimmung durch die Restaurierung der Schnitger-Orgel der Ludgerikirche zu Norden bekannt geworden ist und Verbreitung gefunden hat.
Struktur:
- Sechs um 1/4 syntonisches Komma verengte Quinten von je 696,6 Cent: C–G–D–A–E–H–Fis
- Zwei um ca. 1/5 syntonisches Komma erweiterte Quinten von je 706,4 Cent:[13] As–Es-B
- Vier reine Quinten zu je 702 Cent: Fis–Cis–Gis und B–F–C

Ihr Kennzeichen ist ein Kern von drei mitteltönigen, d. h. gleichartig guten Dur-Akkorden auf C, G und D. Die großen Terzen dieser drei Akkorde sind rein.
An diesen mitteltönigen Kern schließen sich zu beiden Seiten des Quintenzirkels Tonarten an, die mit zunehmender Vorzeichenzahl graduell immer gespannter klingen (A-, E-, H-Dur bzw. F-, B- und Es-Dur), vergleichbar einer wohltemperierten Stimmung. Die restlichen Terzen der entlegensten Tonarten (Fis-, Cis-/Des- und As-Dur) sind zwar deutlich durch die beiden überschwebenden Quinten geprägt, die die in der Mitteltönigkeit übliche Wolfsquinte aufteilen und weiter vermindern. Sie sind aber je nach musikalischem Satz bzw. Registrierung en passant verwendbar.
| Terzen bzw. Quinten über         | c          | g          | d          | a          | e          | h          | fis   | cis/des | gis/as         | es/dis         | b     | f     |
| Quinte (Cent) Bruchteil synt. K. | 696,6 -1⁄4 | 696,6 -1⁄4 | 696,6 -1⁄4 | 696,6 -1⁄4 | 696,6 -1⁄4 | 696,6 -1⁄4 | 702 0 | 702 0   | 706,4 ca. +1⁄5 | 706,4 ca. +1⁄5 | 702 0 | 702 0 |
| Große Terz (Cent)                | 386,3      | 386,3      | 386,3      | 391,7      | 397,1      | 406,8      | 416,6 | 416,6   | 416,6          | 406,8          | 397,1 | 391,7 |
| Kleine Terz (Cent)               | 289,7      | 299,5      | 304,9      | 310,3      | 310,3      | 310,3      | 310,3 | 304,9   | 299,5          | 289,7          | 285,3 | 285,3 |

## Disposition seit 1975 (= 1688)
| I Rückpositiv CDEFGA–c3 |                 |       |      |
| 01.                     | Principal       | 08′   | HS/A |
| 02.                     | Rohrflöt        | 08′   | HS/A |
| 03.                     | Quintadena      | 08′   | HS   |
| 04.                     | Octav           | 04′   | HS   |
| 05.                     | Sesquialter II  |       | A    |
| 06.                     | Waltflöt        | 02′   | HS   |
| 07.                     | Sieflöt         | 1 ⁄3′ | A    |
| 08.                     | Scharff V       |       | A    |
| 09.                     | Dulcian         | 16′0  | HS   |
| 10.                     | Trechter Regal0 | 08′   | HS   |

| II Oberwerk CDEFGA–c3 |             |      |      |
| 11.                   | Principal   | 16′0 | A    |
| 12.                   | Quintadena0 | 16′  | HS   |
| 13.                   | Octav       | 08′  | HS   |
| 14.                   | Gedackt     | 08′  | HS   |
| 15.                   | Octav       | 04′  | HS   |
| 16.                   | Rohrflöt    | 04′  | HS   |
| 17.                   | Nassat      | 03′  | HS   |
| 18.                   | Octav       | 02′  | HS   |
| 19.                   | Mixtur VI   |      | HS/A |
| 20.                   | Cimbel III  |      | A    |
| 21.                   | Trommet     | 16′  | S    |
| 22.                   | Trommet     | 08′  | HS   |

| III Brustwerk CDEFGA–c3 |               |        |      |
| 23.                     | Gedackt       | 08′0   | HS   |
| 24.                     | Querflöt      | 08’    | HS   |
| 25.                     | Flöt          | 04′    | HS   |
| 26.                     | Octav         | 02′    | HS   |
| 27.                     | Tertia        | 1 3⁄5′ | HS   |
| 28.                     | Nassat-Quint0 | 1 ⁄2′  | HS/A |
| 29.                     | Sedetz        | 01′    | HS/A |
| 30.                     | Scharff III   |        | HS/A |
| 31.                     | Krumphorn     | 08′    | S    |
| 32.                     | Schalmey      | 04′    | S/A  |

| Pedal CDE–d1 |              |      |      |
| 33.          | Principal    | 16′0 | HS/A |
| 34.          | Sub-Bass     | 16′  | HS/A |
| 35.          | Octav        | 08′  | HS   |
| 36.          | Octav        | 04′  | HS   |
| 37.          | Nachthorn    | 01′  | HS   |
| 38.          | Mixtur V–VI0 |      | HS   |
| 39.          | Posaun       | 16′  | HS   |
| 40.          | Dulcian      | 16′  | A    |
| 41.          | Trommet      | 08′  | HS   |
| 42.          | Cornet       | 02′  | A/HS |

HS = Hus, unter Mitwirkung Schnitgers (1669–1673)
S = Schnitger (1688)
A = Ahrend (1975)
- Koppeln: Schiebekoppel III/II (A)
- Tremulant für die ganze Orgel
- Glockenspiel vom II. Manual spielbar (spätes 18. Jh., 1983 restauriert)

Anmerkungen
1. ↑  CDE kombiniert mit Rohrflöt, F–c3 im Prospekt.
2. ↑  C–H von Ahrend, ab c von Hus/Schnitger.
3. ↑  CDE kombiniert mit Quintadena, F–c3 im Prospekt.
4. ↑  Wenige Pfeifen rekonstruiert.
5. ↑  Eichenholz, gedeckt.
6. ↑  Ab c1, Eichenholz, offen.
7. ↑  Eichenholz, offen.
8. ↑  Bass und oberste Oktave rekonstruiert.
9. ↑  Bass (H), Diskant (A).
10. ↑  37 Pfeifen rekonstruiert.
11. ↑  e2–c3 (A), Rest (H).
12. ↑  C–H im Prospekt (A), Rest innen (H).
13. ↑  C–Fis (A), Rest (H).

## Technische Daten
- 42 Register
- Traktur:
  - Klaviaturen (Ahrend)
  - Tontraktur: Mechanisch
  - Registertraktur: Mechanisch
- Windversorgung:
  - 80 mmWS Winddruck
  - Sechs Keilbälge (Schnitger, vier restauriert), Balgtretanlage
- Windladen:
  - Doppelte Springladen im Oberwerk (Schnitger)
  - Schleifladen im Rückpositiv, Brustwerk und Pedal (Schnitger)
- Stimmtonhöhe: a1= 493 Hz (ein Ton über normal)
- Temperatur: Modifiziert oder erweitert mitteltönig (vgl. Beschreibung im Abschnitt „Temperatur“)

## Aufnahmen/Tonträger
- Vollständigkeit anstrebende Diskografie aller Schnitger-Orgeln
- Virtuelle Umsetzung der Schnitger-Hus Orgel für die Software Hauptwerk